# Тепаче
Тепаче (исп. Tepache) — посёлок в Мексике, штат Сонора, входит в состав одноимённого муниципалитета и является его административным центром. Численность населения, по данным переписи 2020 года, составила 1128 человек.

## История
На территории, где расположен современный Тепаче, а именно в 4-километровой, небольшой долине, раньше находилось поселение народа опата. Название поселения происходит от опатского слова tepatzi, что можно перевести как — место красивых женщин.
Испанские колонизаторы нашли вблизи Тепаче залежи серебра, разработка которых началась в 1660 году, а в 1678 году был основан рабочий посёлок Нуэстра-Сеньора-де-Сан-Хоакин-и-Санта-Ана-де-Депаче (исп. Nuestra Señora de San Joaquín y Santa Ana de Depache). На данный момент, все шахты возле Тепаче закрыты.
После потопа на реке Сонора в 1932 году, часть поселения у берегов реки затопило. Выше по течению был построен новый Тепаче с ровными и широкими улицами. В том же году, Тепаче был превращен в муниципалитет.

## Экономика
Населённый пункт развивается за счёт земледелия и скотоводства. Здесь выращивают кукурузу, фасоль, пшеницу, картофель, батат, перец чили, и различные фрукты. На 2000 год в Тепаче было разведено 13016 голов крупного рогатого скота, небольшие фермы по производству свинины и козлятины.

## Туризм
15 октября, отмечается фестиваль покровителя Тепаче, святой Терезы Авильской. Во время фестиваля есть ярмарка и танцы, играет музыка и пускают фейерверки.
Также, Тепаче расположен в вулканической зоне Мальпаис (исп. Malpaís — плохая страна), поэтому возле города довольно много камней, каньонов и холмов из тёмного камня, а также есть некоторые природные образования, пользующиеся популярностью не только у местных, но и у иностранных туристов:
- Серро-Бланко (исп. Cerro Blanco) — вулкан в 7 км к югу от Тепаче, часто посещается геологами-студентами;
- Эспинасо-дель-Дьябло (исп. Espinazo del Diablo) — природное образование из камня, которое зазубристо поднимается вверх, как и спина дьявола, от чего и происходит название.
- Ла-Грута-Профунда (исп. La Gruta Profunda) — естественная пещера в нескольких километрах от Тепаче.
- Тапон-Сифон (исп. Tapón Sifón) — естественный резервуар с сине-зелёной водой в пещере Ла-Грута-Профунда.
- Эль-Пантано (исп. El Pantano) — заболоченная территория, иногда посещаемая жителями и туристами. Здесь, подземные ключи бьют по земле и песку, превращая все в зыбучий песок и грязь.

## Население
На 2010 год, в муниципалитете Тепаче жило 1365 человек, из которых 1305 жило в столице муниципалитета, Тепаче, а другие 60 — в небольшом городке Каса-Гранде.
В городе живет 682 мужчины и 623 женщины. Фертильность — 2,91 рождения на женщину. Из всего населения, лишь 1,07 % происходит из-за пределов штата Сонора. 2,3 % населения неграмотна (3,67 % мужчин и 0,80 % женщин).

## Политика
Городской совет, управляющий городом, состоит из муниципального президента, доверенного члена совета, трёх главных членов совета и двух членов совета, которые представляют население.
| Муниципальный президент    | Имя на испанском          | Начало срока | Конец срока |
| -------------------------- | ------------------------- | ------------ | ----------- |
| Хесус Санчес Ортис         | Jesús Sánchez Ortiz       | 1932         | 1934        |
| Хесус Ортис                | Jesús Ortiz               | 1934         | 1937        |
| Мануэль Галиндо            | Manuel Galindo            | 1937         | 1940        |
| Раймундо Давила Давила     | Raymundo Dávila Dávila    | 1940         | 1943        |
| Хосе Педро Кадена Галиндо  | José Pedro Cadena Galindo | 1943         | 1946        |
| Хуан Морено Гарсия         | Juan Moreno García        | 1946         | 1949        |
| Рафаэль Галиндо Акунья     | Rafael Galindo Acuña      | 1949         | 1952        |
| Хосе Кадена Акунья         | José Cadena Acuña         | 1952         | 1955        |
| Эусебио Монтаньо Давила    | Eusebio Montaño Dávila    | 1955         | 1958        |
| Франсиско Санчес Давила    | Francisco Sánchez Dávila  | 1958         | 1961        |
| Хосе Гриего Родригес       | José Griego Rodríguez     | 1961         | 1964        |
| Мануэль Кадена Веларде     | Manuel Cadena Velarde     | 1964         | 1967        |
| Хесус Веларде Гарсия       | Jesús Velarde García      | 1967         | 1970        |
| Викториано Давила Монтаньо | Victoriano Dávila Montaño | 1970         | 1973        |
| Филиберто Морено Бланко    | Filiberto Moreno Blanco   | 1973         | 1976        |
| Эдуардо Веларде Маркес     | Eduardo Velarde Márquez   | 1976         | 1979        |
| Умберто Кинтана Васкес     | Humberto Quintana Vázquez | 1979         | 1982        |
| Кристобаль Морено Монтаньо | Cristóbal Moreno Montaño  | 1982         | 1985        |
| Франсиско Бланко Васкес    | Francisco Blanco Vázquez  | 1985         | 1988        |
| Луис Эрнесто Перес Морено  | Luis Ernesto Pérez Moreno | 1988         | 1991        |
| Хасинто Галиндо Монтаньо   | Jacinto Galindo Montaño   | 1991         | 1994        |
| Раймундо Давила Морено     | Raymundo Dávila Moreno    | 1994         | 1997        |
| Хуан Монтаньо Веларде      | Juan Montaño Velarde      | 1997         | 2000        |
| Хосе Мартинес Кадена       | José Martínez Cadena      | 2000         | 2003        |
| Бенжамин Дурасо Майбока    | Benjamín Durazo Mayboca   | 2003         | 2006        |
| Томас Гарсия Андраде       | Tomas Garcia Andrade      | 2006         | 2009        |